# Гундерсен, Карин
Карин Гундерсен (норв. Karin Gundersen; 27 августа 1944, Malm, Нур-Трёнделаг — 4 июня 2024) — норвежская переводчица и литературовед.

## Биография
Гундерсен родилась 27 августа 1944 года в Мальме, в оккупированной немцами Норвегии. Профессор французской литературы в Университете Осло, она также была переводчицей французских литературных произведений. В 1993 году она была удостоена Бастианской премии за перевод романа Стендаля «Пармская обитель» на норвежский язык. В 2006 году она получила премию Ассоциации норвежских критиков в области литературы за перевод автобиографии Стендаля «Жизнь Анри Брюлара» на норвежский язык. В 2006 году она была удостоена премии Доблоуга.
Гундерсен был научным сотрудником Норвежской академии наук и литературы и Норвежской академии языка и литературы. Она умерла в Осло 4 июня 2024 года в возрасте 79 лет.